# 馬偕紀念醫院

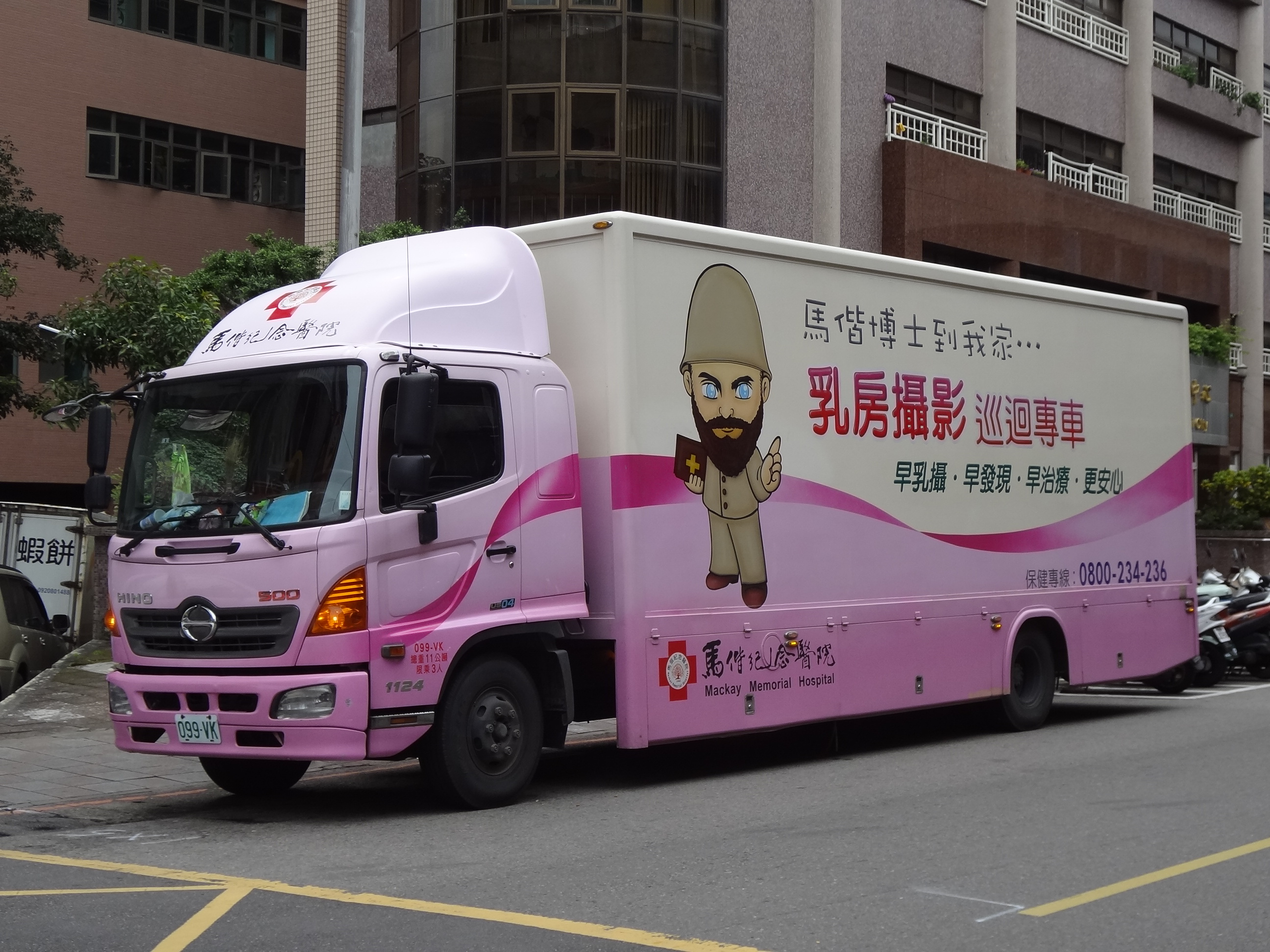
馬偕紀念醫院乳房攝影巡迴專車

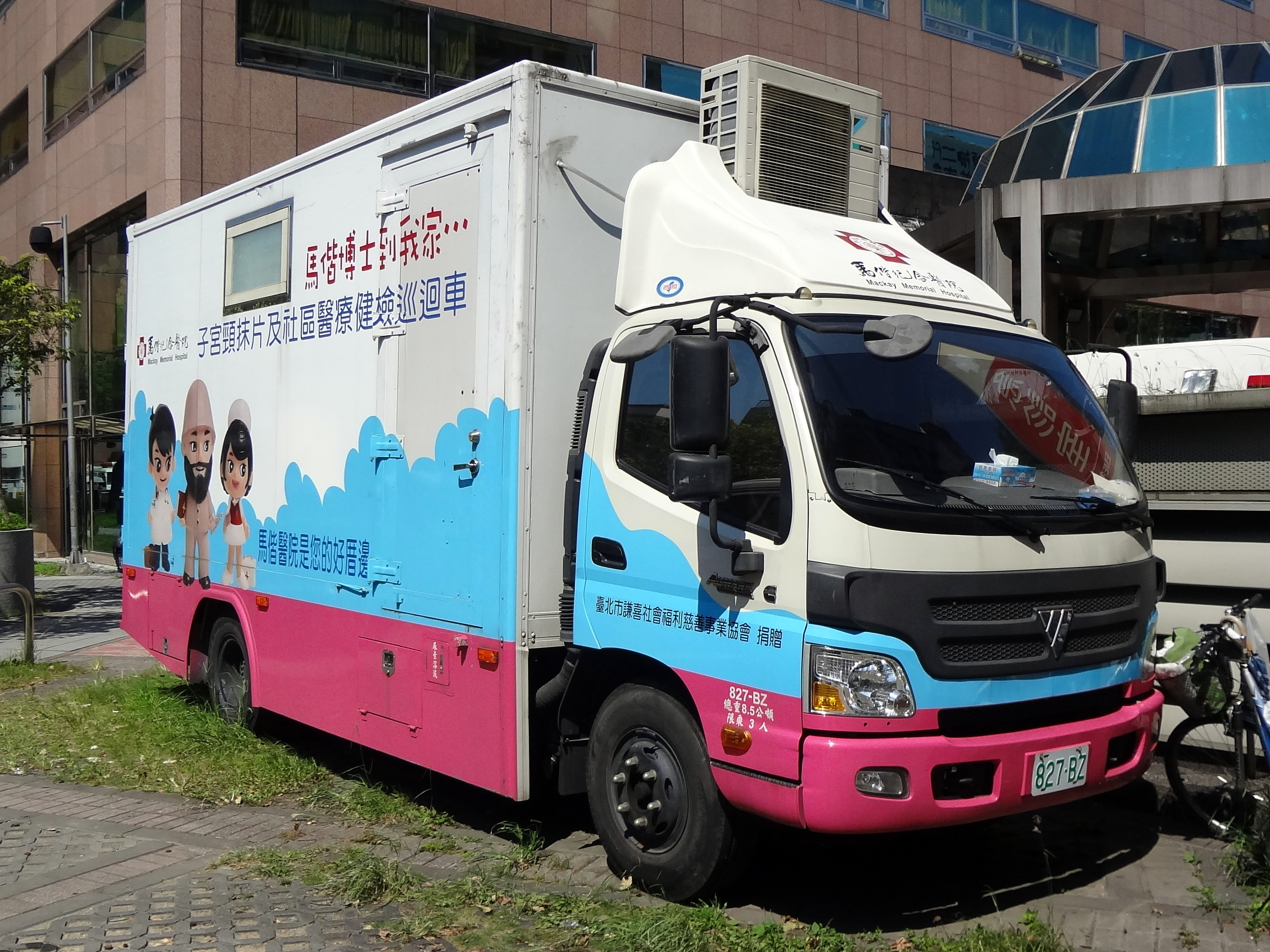
馬偕紀念醫院子宮頸抹片及社區醫療健檢巡迴車

臺灣基督長老教會馬偕醫療財團法人，一般簡稱馬偕紀念醫院，為台灣基督長老教會所持有、經營之醫院。

## 歷史

### 清治時期
馬偕是加拿大長老會差會牧師，於19世紀末期至台灣傳教與行醫，1872年3月9日來到滬尾（今新北市淡水區）。1879年12月26日馬偕首次返國述職，向加拿大長老教會報告北臺灣教勢，獲美國底特律馬偕夫人為紀念安息不久的馬偕船長慨贈美金3000元；馬偕返臺後將此奉獻建造醫館。1880年，馬偕創建臺灣北部第一所西醫院滬尾偕醫館落成，為馬偕醫院前身。

### 日治時期
1900年4月25日偕醫館取得日本政府執業許可。次年1901年6月2日馬偕因喉癌病逝於淡水，偕醫館暫時停診。當時協助馬偕牧師從事醫療工作的醫生有林格(Dr.L.E. Ringer)、華雅各醫師(也是牧師，Rev.J.B. Fraser，M.D.)、約翰生（Dr.C.H. Johansen）、歷尼(Dr. Rennie)、安基爾（F.C. Angear）和威爾森基（Dr.Y.J. Wilkison）。1905年宣教師宋雅各（Dr.& Rev.J.Y. Ferguson）醫師夫婦抵淡水。1906年重開偕醫館。1911年宋雅各向教會提議將偕醫館由淡水遷到台北，擴建並命名為馬偕紀念醫院。1911年宋雅各提議遷址臺北市。1912年12月26日馬偕紀念醫院落成，舉行感恩禮拜，宋雅各擔任首任院長。1913年9月加拿大籍烈以利姑娘（Miss Isabel Elliot, 1881－1971年）擔任護理長，開辦「看護婦訓練班」，負責培育護士。訓練班為馬偕護校（高級職業學校，今馬偕醫護管理專科學校）的前身。1918年6月因戰爭及宋雅各因病返國，馬偕紀念醫院被迫停辦。1924年戴仁壽醫師重開馬偕紀念醫院，並擔任院長。為提升醫療品質，戴仁壽著手訓練本地醫療人員，並編寫台灣第一本西方醫學專業書籍《內外科看護學》。1927年，獲得英國癩病救助會補助3000美元，買下醫院對面的台灣基督長老教會雙連教會現址，建立全台灣第一處癩病專科診所，1927年啟用。1934年戴仁壽成立癩病療養院樂山園，1934年3月於臺北州淡水郡八里庄啟用。1943年臺灣總督府衛生課強制徵用，改名博愛會本部醫院。

### 近代
20世紀
1956年8月31日，中華民國總統蔡英文誔生於臺北馬偕紀念醫院，1960年羅慧夫醫師（Dr. M. S. Noordhoff）擔任院長。1967年登記設立「財團法人台灣基督長老教會附設馬偕紀念醫院」，並設置臺灣第一間ICU病房（加護病房）。1969年創立「自殺防治中心」。1976年吳再成醫師擔任院長，當時的馬偕面臨關門的危機，醫院收入已捉襟見肘，根本沒有多餘的資金來蓋新的診療大樓，如果以醫院土地向銀行抵押貸款，許多銀行經理還開口索一成回扣金，幸好是彰銀的林姓經理協助，得以向總行申貸新台幣5億元又不需回扣，一舉解決醫院改建的經費難題。吳再成堅持保留舊院舍繼續提供診療服務，加上獲得公保、勞保的特約，馬偕的病人數量逐漸成長，收入轉虧為盈。1983年台北馬偕醫院福音樓前後棟新大樓啟用 。1988年捐助設立中華民國兒童燙傷基金會。1990年成立臺灣第一家安寧病房(18床)。1990年捐助設立安寧照顧基金會。1992年捐助設立中華民國早產兒基金會。1994年籌備設立馬偕醫學院。1994年淡水院區附設居家護理所。1996年全國首創緩和醫療門診。1999年馬偕護校改制升格為馬偕護理專科學校（今馬偕醫護管理專科學校）。1999年9月27日設立護理之家，住民年均87歲。屢次榮獲行政院衛生署特優評鑑。
2000年代
2000年購置新竹市南門綜合醫院光復院區，並籌設為新竹分院。2000年接受石門鄉捐地籌劃老梅分院。2000年行政院衛生署醫學中心評鑑評定會通過馬偕紀念醫院為正式醫學中心。2002年新竹分院附設居家護理所。2003年臺東分院附設居家護理所。2009年馬偕醫學院正式招生。2009年4月2日在淡水院區馬偕樓7樓設置產後護理之家。
2010年代
2014年3月10日法院正式裁定馬偕醫學院、馬偕醫護管理專科學校法人合併，成立「馬偕學校財團法人」。2014年5月1日臺東分院新建醫療大樓啟用感恩禮拜，提升後山急重症醫療品質。2014年7月，發行第一本企業永續報告書《2014馬偕紀念醫院企業永續報告書》，是第一間獲得台灣企業永續獎金獎的醫療院所。2014年12月29日馬偕兒童醫院揭牌儀式。2016年4月28日衛生福利部核准「財團法人台灣基督長老教會馬偕紀念社會事業基金會」更名為「台灣基督長老教會馬偕醫療財團法人」。
2020年代
2022年11月，由台灣基督長老教會馬偕醫療財團法人以BOT模式興建營運的新竹市立馬偕兒童醫院正式營運。

## 馬偕醫療體系

### 院區
- 馬偕紀念醫院 (臺北馬偕紀念醫院)
- 馬偕兒童醫院
- 淡水馬偕紀念醫院
- 新竹馬偕紀念醫院
- 臺東馬偕紀念醫院

### 診所
- 國立清華大學附設診所（於2020年歇業）
- 國立陽明交通大學診所（非健保特約機構）

### 機動健檢
- 馬偕紀念醫院海外行動醫療團
- 馬偕紀念醫院偏遠地區醫療服務隊
- 馬偕醫學院假日健檢服務隊

### 合作
- 宜蘭員山醫療財團法人宜蘭員山醫院[1]
- 宜蘭仁愛醫療財團法人宜蘭仁愛醫院[2]

## 科部
- 內科部
  - 心臟內科
  - 胸腔內科
  - 腎臟內科
  - 胃腸肝膽科
  - 血液暨腫瘤科
  - 內分泌暨新陳代謝科
  - 一般內科及感染科
  - 過敏免疫風濕科
  - 職業病科
  - 老年醫學科

- 外科部
  - 整形外科
  - 神經外科
  - 一般外科
  - 大腸直腸外科
  - 小兒外科
  - 胸腔外科
  - 心臟血管外科
  - 減重代謝手術管理中心
  - 外傷科
  - 乳房外科

- 護理部
  - 護理之家（已歇業）
  - 產後護理之家

- 婦產科部
  - 婦產部
  - 婦科癌症學科
  - 婦科泌尿學科
  - 高危險妊娠症學科
  - 生育保健學科暨遺傳諮詢中心
  - 一般婦產學科
  - 不孕症學科暨生殖醫學中心
  - 妊娠評估中心

- 小兒科部
  - 兒童血液腫瘤科
  - 兒童胃腸科
  - 新生兒科
  - 兒童感染科
  - 兒童神經科
  - 兒童風濕過敏免疫科
  - 兒童心臟科
  - 兒童遺傳學科
  - 兒童腎臟科
  - 兒童內分泌科
  - 兒童急診醫學科

- 其他臨床科
  - 泌尿科
  - 骨科
  - 耳鼻喉科
  - 眼科
  - 急診醫學部
  - 口腔醫學部
  - 口腔顎面外科
  - 家庭醫學科
  - 皮膚科（舊版）
  - 復健科
  - 精神醫學部
  - 神經科
  - 放射腫瘤科
  - 生理檢查科
  - 藥劑部
  - 重症醫學科
  - 中醫部

- 醫療相關部門
  - 麻醉科
  - 核子醫學科
  - 放射線科
  - 病理科
  - 醫事檢驗科
  - 血庫
  - 臺北手術室
  - 淡水手術室

- 特殊醫療單位
  - 臺北健檢中心
  - 淡水健檢中心
  - 國際醫療中心
  - 安寧療護教育示範中心
  - 臺北社區醫學中心
  - 淡水社區醫學中心
  - 燙傷中心
  - 癌症中心
  - 自殺防治中心
  - 醫學美容中心
  - 腦中風中心
  - 感染管制中心
  - 高壓氧治療中心
  - 早期療育評估中心
  - 慢性腎臟病防治計畫
  - 輻射防護管理委員會
  - 人體研究倫理審查委員會
  - 品質管理中心
  - 營養醫學中心
  - 生醫發展中心
  - 人體生物資料庫管理中心
  - 人體生物資料庫倫理委員會
  - 臨床試驗管理中心
  - 疼痛治療中心
  - 罕見疾病中心
  - 人體器官保存庫
  - 遠距照護服務中心
  - 精準醫療生技中心
  - 長期照護管理中心

- 行政單位
  - 企劃管理室
  - 醫事室
  - 社會服務室
  - 採購課
  - 員工教育信息
  - 職員福利促進會

## 爭議

### 肩難產事件
1994年，馬偕醫院肩難產事件，為台灣首宗涉及醫療行為是否屬於《消費者保護法》規範領域事件。

### 原住民唾液研究事件
2007年初，有「台灣血液之母」之稱的馬偕醫院醫學研究科研究員林媽利及其團隊，因執行國科會跨領域整合型研究計畫「南島民族的分類與擴散」計畫，到花蓮縣豐濱鄉新社部落採集原住民唾液，研究台灣族群與東南亞國家及亞洲大陸族群的關係。為此雙方發生糾紛，原住民的葛瑪蘭族人認為，林媽利方未完整告知研究目的及被採樣者應知的權利，也未依《原住民基本法》取得合乎程序的同意，違反了醫學研究倫理，於是向國科會和原住民委員會舉發。國科會學術倫理審議委員會討論後，要求林媽利銷毀唾沫樣本，永久封存葛瑪蘭族人的檢驗數據，不得作為任何研究及論文發表，並決議對林及馬偕醫院以違反醫學倫理提出糾正。

### 解雇跨性別者
2010年12月30日，臺北馬偕醫院資訊工程師周逸人因其跨性別者身分遭解雇。周逸人質疑臺北馬偕醫院涉嫌性別歧視，院方指控周逸人曠職太多，周逸人反控院方說謊。2011年1月9日，性別人權協會前往臺北馬偕醫院聲援周逸人，抗議院方性別歧視、剝奪跨性別者工作權，要求臺北市政府勞工局調查。2011年5月5日，臺北市政府勞工局性別工作平等會認定臺北馬偕醫院構成性別歧視、違反《性別平等工作法》與《就業服務法》，裁處罰鍰新臺幣5萬元。臺北馬偕醫院不服臺北市政府勞工局之裁罰，向行政院勞工委員會提起訴願但於2011年8月12日被駁回，而向臺灣臺北地方法院提起行政訴訟。2012年8月21日，臺灣臺北地方法院民事庭判決，臺北馬偕醫院不經預告、貿然終止雇傭契約，違反《勞動基準法》，解雇無效，應賠償周逸人獎金新臺幣16000元。2013年1月2日，臺灣臺北地方法院行政訴訟庭「101年度簡字第164號判決」，駁回臺北馬偕醫院之訴。>

### 申請美國簽證指定醫院
2011年5月9日，許姓男子指控，他向美國在臺協會申請美國簽證，他填寫申請表時承認五年內曾經酒後駕車，美國在臺協會要求他自費去「指定醫院」臺北馬偕醫院做全身健康檢查，醫師卻叫他去看精神科，他覺得難堪、被歧視。美國在臺協會發言人萬德福說：「過去五年之內，有酒醉被逮捕的人，他們申請簽證的時候，他們是要依照內科醫生的診斷，並非是精神科的醫生。」台北馬偕醫院精神科醫師方俊凱說，美國在臺協會擔心有酒駕前科者會有暴力傾向，要檢查有沒有酗酒不可能是看內科，「未來可能暴力問題，基本上是內科醫師沒辦法處理的，所以內科醫師勢必要先彙整精神科跟心理師」。

### 酒精稀釋嬰兒用藥
2017年11月，臺東馬偕醫院一名早產康姓男嬰住院返家後，藥師開立的嬰兒用藥卻用酒精稀釋，導致男嬰餵藥後大哭、嘔吐。2017年12月1日，臺東馬偕醫院舉辦記者會公開道歉，所幸男嬰當晚恢復活動力，院方會安排回診追蹤健康狀態。

### 錯打疫苗
2018年，新竹馬偕醫院被踢爆在本年2月初錯打疫苗：原本4名新生兒應接種B型肝炎疫苗，院方卻誤打出生4個月後才須施打的「5合1疫苗」。2018年5月3日，新竹馬偕醫院發表聲明，表示將負起最大責任與誠意，承諾為新生兒提供必要的醫療追蹤觀察。

## 外部連結
- 官方网站